# Hannelore Simoens
Hannelore Simoens (1 juli 1990) is een Vlaamse journaliste.
Simoens studeerde Taal- en letterkunde aan de Vrije Universiteit Brussel. In 2016 begon haar carrière bij Medialaan, als radiojournaliste. Een jaar later startte ze als journaliste voor het VTM Nieuws. Haar focus ligt voornamelijk op de politieke onderwerpen.
Eind 2021 nam Simoens deel aan het programma BV Darts, en begin 2022 aan het spelprogramma De Verraders.[dode link] In 2023 nam ze deel aan Special Forces: Wie durft wint samen met 10 andere Bekende Vlamingen.

## Televisie
- Dancing with the Stars (Vlaanderen seizoen 4) (2025)
- De Verraders: De Ronde Tafel (2023)
- Special Forces: Wie durft wint (2023)
- Het Jachtseizoen (2022) samen met Cathérine Moerkerke
- De Verraders (2022)
- BV Darts (2021)
- Journaliste VTM Nieuws (2017-heden)

- Système universitaire de documentation: 194106578
- Virtual International Authority File: 225146822275707381688